# Baqin
Baqin (în arabă بُقَيْن, transliterat: Buqayn) sau Buqayn este un sat sirian în Districtul Al-Zabadani din Guvernoratul Rif Dimashq. Potrivit  Biroului Central de Statistică din Siria (CBS), Baqin avea o populație de 1.866 de locuitori la recensământul din 2004. Locuitorii săi sunt predominant musulmani sunniți.